# ان‌جی‌سی ۷۶۱۰
ان‌جی‌سی ۷۶۱۰ (انگلیسی: NGC 7610) نام یک کهکشان مارپیچی در صورت فلکی اسب بالدار است.